# Augustin Misago
Augustin Misago (1943 - Gikongoro, 12 de març de 2012) va ser un religiós ruandès, bisbe de Gikongoro de 1992 a 2012.
Ordenat el 1971, Misango va ser nomenat bisbe el 1992. Després del genocidi ruandès, va ser acusat per l'ex president de Ruanda Pasteur Bizimungu d'ajudar el govern de Ruanda a cometre crims de guerra durant la dècada de 1990, on més de 800.000 tutsis van ser assassinats. Va ser absolt dels càrrecs l'any 2000 i fins i tot bou rebut en audiència pel papa Joan Pau II aquell mateix any.
Més tard, Misago va morir en el càrrec el 12 de març de 2012, potser d'un atac de cor.

## Nostra Senyora de Kibeho
Misago és conegut com el bisbe que va presentar una declaració que l'aparició mariana a Kibeho era digne de creure. En part va declarar:
| « | Sí, la Mare de Déu va aparèixer a Kibeho el 28 de novembre de 1981, i en els mesos que van seguir. Hi ha més motius per creure en les aparicions que per negar-los ... Les aparicions de Kibeho són ara reconegudes oficialment ... El nom donat al santuari marià de Kibeho és "Santuari de la Mare de Déu dels Dolors". "Que Kibeho es converteixi en un lloc de pelegrinatge i trobada per a tots els que busquen Crist i que venen a orar, un centre fonamental de conversió, de reparació dels pecats del món i de reconciliació, un punt de trobada per a tots els que estaven dispersos, com per aquells que aspiren als valors de la compassió i la fraternitat sense fronteres, un centre fonamental que recorda l'Evangeli de la Creu. "Aquesta Declaració permet respondre a les expectatives del Poble de Déu i portar un nou entusiasme a la devoció pública reconeguda ja durant 13 anys. | » |